# Джонсон, Сэмюэл (ганский футболист)
Сэмюэл Джонсон (род. 25 июля 1973, Аккра) — ганский футболист, выступавший на позиции полузащитника.

## Клубная карьера
Джонсон является воспитанником клуба «Хартс оф Оук» из его родного города, Аккра. В команде он дебютировал в 1991 году в матче чемпионата Ганы. Его первый и единственный трофей с клубом был выигран в 1994 году, когда «Хартс оф Оук» выиграли кубок Ганы по футболу.
Летом 1995 года Джонсон отправился в Европу, где играл за греческий клуб «Каламата». На протяжении одного сезона он выступал в чемпионате Греции, а затем перешёл в «Андерлехт», где встретился со своим соотечественником Яу Преко. Джонсон играл несколько слабее и не добился больших успехов с клубом, в течение двух сезонов он сыграл в 37 матчах и забил два гола.
В 1998 году Джонсон переехал в Турцию, где вместе с Преко играл за «Газиантепспор». Команда финишировала на седьмом месте в турецкой лиге, оба ганца были одними из лучших игроков команды, их связка не осталась незамеченной тренером «Фенербахче», Зденеком Земаном, который содействовал переезду обоих игроков в Стамбул. Уже в 2001 году Сэмюэл выиграл чемпионат Турции сезона 2000/01, и его команда получила место в групповом этапе Лиги чемпионов, но «Фенербахче» проиграл все шесть матчей и не защитил титул чемпиона, заняв второе место в первенстве. В «Фенербахче» Джонсон также провёл сезон 2002/03, после которого и покинул клуб.
Летом 2003 года Джонсон вернулся в «Газиантепспор», где снова встретился со своим другом Преко. Они вывели клуб на престижное четвёртое место в лиге, но после одного сезона их пути разошлись: Джонсон перешёл в «Кайсериспор», а Преко уехал в Швецию играть за «Хальмстад». В «Кайсериспоре» Сэмюэл играл до 2006 года, когда решил завершить свою карьеру. В составе клуба самым большим успехом было пятое место в сезонах 2005/06 и 2006/07.

## Национальная сборная
Джонсон дебютировал за сборную Ганы в 1994 году и тогда же был вызван в состав команды на Кубок африканских наций 1994 года, его команда выбыла в четвертьфинале, проиграв со счётом 1:2 Кот-д’Ивуару. Его международная карьера закончилась в 2003 году.

## Достижения
«Фенербахче»
- Чемпионат Турции (1): 2000/01